# تونجی بانجو
تونجی بانجو (انگلیسی: Tunji Banjo؛ زادهٔ ۱۹ فوریهٔ ۱۹۶۰) بازیکن فوتبال اهل بریتانیا است.
از باشگاه‌هایی که در آن بازی کرده‌است می‌توان به باشگاه ورزشی لیماسول و باشگاه فوتبال لیتون اورینت اشاره کرد.
وی همچنین در تیم ملی فوتبال نیجریه بازی کرده‌است.